# Уэстовер, Артур
Артур Уоррингтон Уэстовер (англ. Arthur Warrington Westover; 6 мая 1864, Саттон — 12 августа 1935, Свитсбёри) — канадский стрелок, призёр летних Олимпийских игр.
Уэстовер принял участие в летних Олимпийских играх в Лондоне в двух дисциплинах стендовый стрельбы. В трапе он стал пятым среди отдельных спортсменов и занял второе место среди команд.